# جیمز مارک بالدوین
جیمز مارک بالدوین (به انگلیسی: James Mark Baldwin) (زاده: ۱۲ ژانویه ۱۸۶۱ در ایالات متحده آمریکا - درگذشته: ۸ نوامبر ۱۹۳۴در سن ۷۳ سالگی در فرانسه)، یک روان‌شناس و فیلسوف آمریکایی بود.
 بالدوین در گسترش و تعمیق روان‌شناسی اجتماعی و رشد، به خصوص در ارتباط با نظریه فرگشت، اهمیت زیادی داشته‌است. وی مؤلف آثار ارزشمندی در زمینه روان‌شناسی رشد کودکان است و در تکمیل و گسترش نظریه‌های ژان پیاژه تأثیر مهمی داشته‌است.